# Maesa robinsonii
Maesa robinsonii är en viveväxtart som beskrevs av Elmer Drew Merrill. Maesa robinsonii ingår i släktet Maesa och familjen viveväxter. Inga underarter finns listade i Catalogue of Life.